# Abodiacum

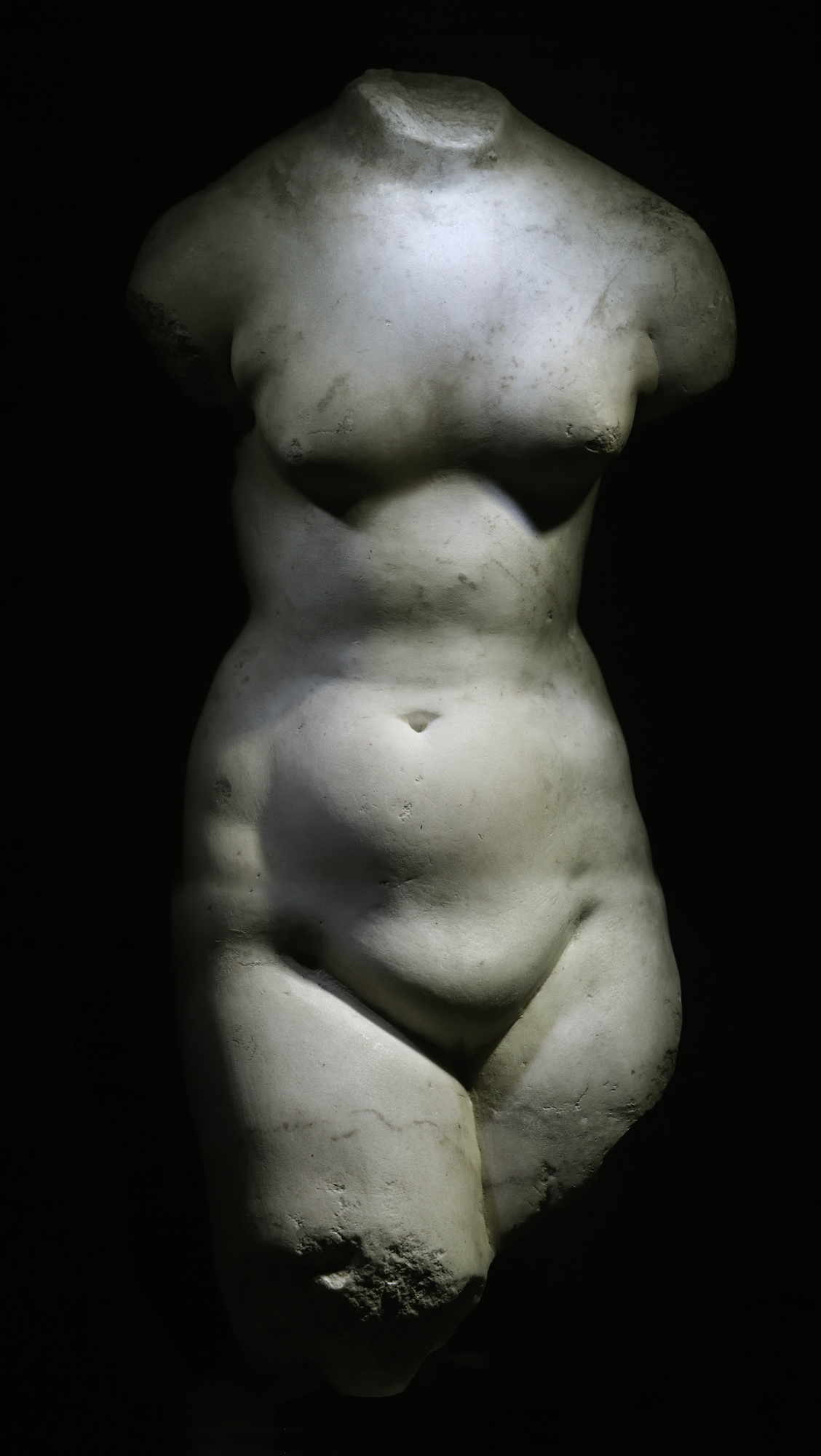
Venus von Epfach in der Archäologischen Staatssammlung in München

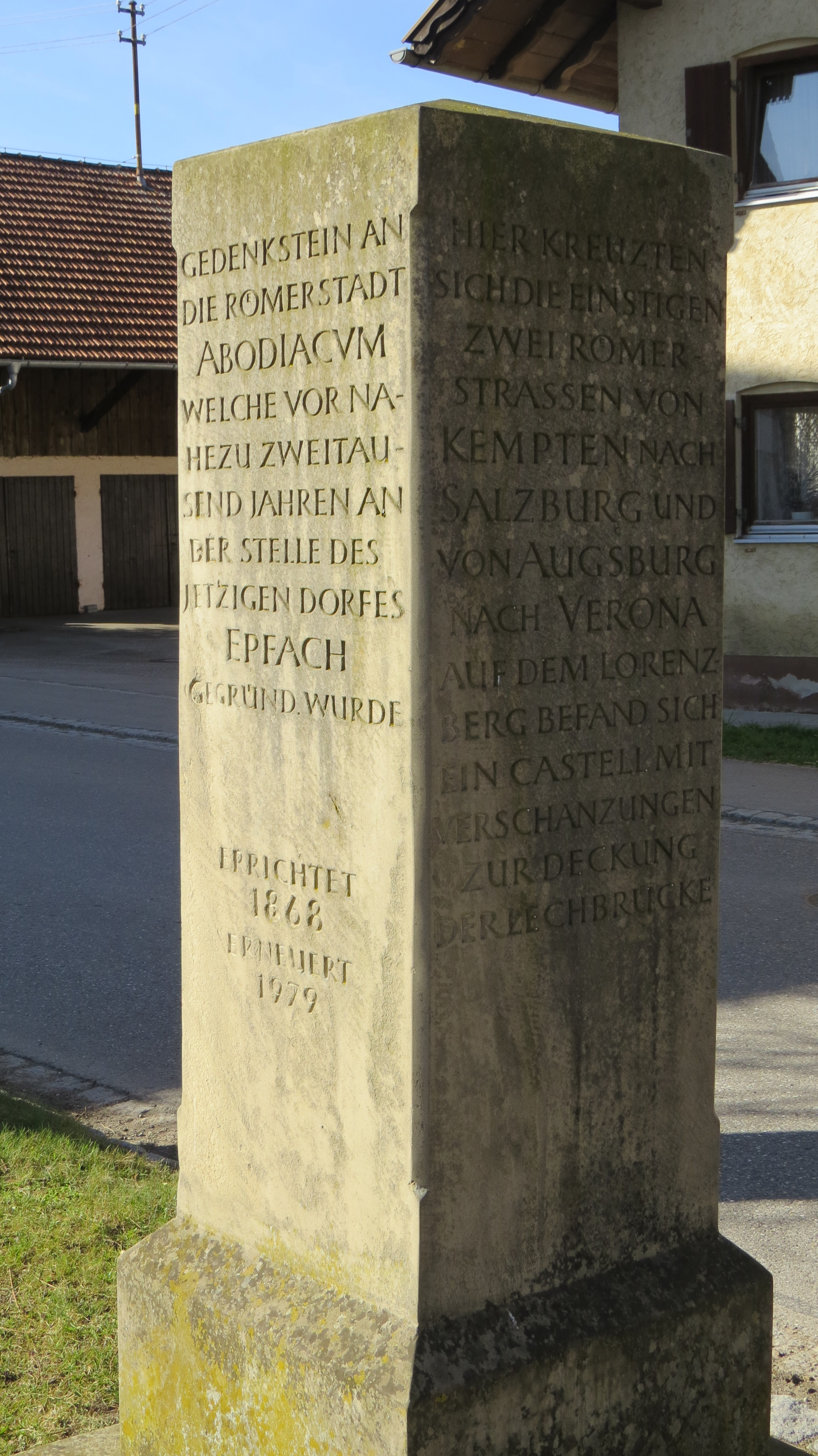
Gedenkstein zur Geschichte von Abodiacum

Abodiacum ist der Name eines Straßenvicus der römischen Kaiserzeit auf dem Gebiet von Epfach, einem Gemeindeteil von Denklingen im oberbayerischen Landkreis Landsberg am Lech.

## Geschichte
Ausgangspunkt der Siedlung am Lech war eine um 15 v. Chr. errichtete Militärstation. Der Ort lag an der Stelle, an der die römische Straße Kempten–Gauting–Salzburg die Via Claudia Augusta und den Lech kreuzte. Zwischen Füssen (Foetes), wo die Via Claudia das Gebirge verließ, und Augsburg (Augusta Vindelicum), der Hauptstadt der römischen Provinz Raetia, war Abodiacum die bedeutendste römische Niederlassung. Der Name des Vicus Abodiacum ist durch mehrere Quellen überliefert. Vermutlich zerstörten im Jahr 233 die Alamannen die Siedlung.
Bei Ausgrabungen 1906 und 1933 sowie 1957 wurden die zentralen Bereiche des Vicus untersucht. Es wurden die Grundrisse einer Therme sowie von Bauten der Kaufleute, Wirte und Handwerker entdeckt. Bei den Ausgrabungen 1957 wurden Spuren von Holzbauten der frührömischen Zeit angeschnitten.
Beim Bau des Feuerwehrhauses im Jahr 1987 kamen Fundamente von zwei teilweise unterkellerten römischen Gebäuden zutage. Nördlich der Schule wurden Teilbereiche von vier Räumen mit Resten einer Hypokaustenheizung dokumentiert.

## Personen
- Claudius Paternus Clementianus, der aus Abodiacum stammende Statthalter der Provinz Noricum bis 125 n. Chr.